# 多摩線
多摩線（日语：／ Tama sen */?）是日本小田急電鐵路線，連結神奈川縣川崎市麻生區新百合丘站和東京都多摩市唐木田站。車站編號使用的路線記號為OT。

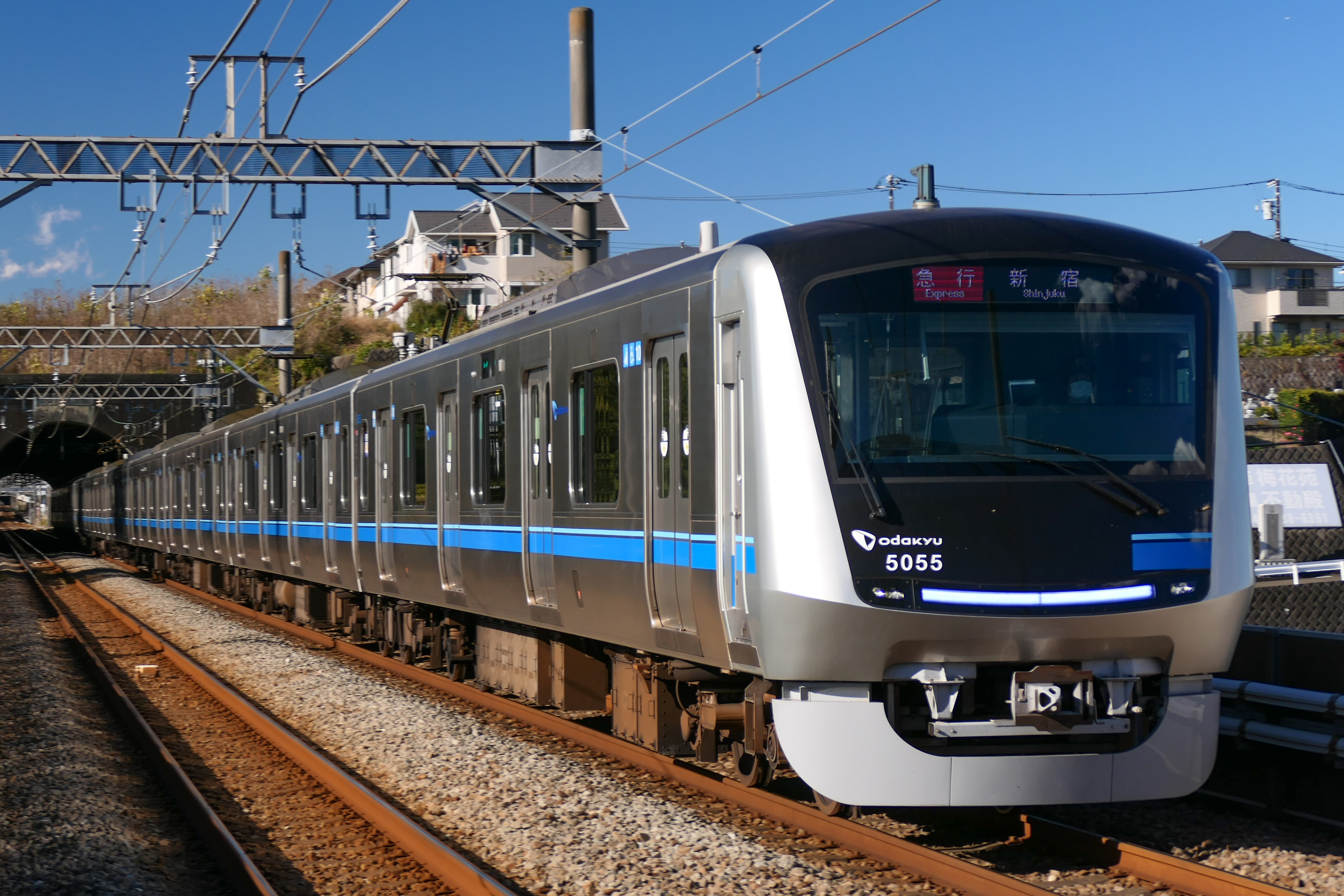
駛入黑川站的第2代5000型急行電聯車 (2021年11月)

## 概要
多摩線在1974年通車，是小田急電鐵最新的路線，與京王相模原線共同為多摩新市鎮往都心的聯絡路線。但是通車後將近30年間與京王電鐵有相當大的落差，原因在於從多摩新市鎮往都心的乘客以在新百合丘站轉乘小田原線不便等理由，轉而利用與其併走的京王相模原線。2000年至2018年間曾有經小田原線直通千代田線、JR常磐緩行線的多摩急行、急行等列車運行，前述列車停駛後，目前往新宿的急行班次也遭到減班。
隨著以小田急為主體的沿線開發逐步取得進展，利用人數也年年增加。2018年小田原線複複線化完成並改點，新增小田急多摩中心～新宿間最快33分的快速急行、通勤時段的通勤急行、日間往新宿方向的急行、返家時段及周六假日的快速急行，強化往新宿方向的聯絡。

### 路線資料
- 路線距離：10.6公里
- 軌距：1067毫米
- 站數：8個（起終點站）
- 複線路段：全線
- 電氣化路段：全線（直流1500V）
- 閉塞方式：自動閉塞式
- 最高速度：110公里/小時

※ 全線立體交差，未設置平交道。

## 歷史

### 年表
- 1974年（昭和49年）6月1日 小田急電鐵多摩線新百合丘 - 小田急永山間開業。只有各站停車運行。當時小田原線、江之島線以搭乘里程計算票價，只有多摩線獨自採用乘車里程級距計算票價[2]。
  - 開業紀念列車以當時新銳的9000形（日语：小田急9000形電車）(9701x6)擔當。隔天起（2日）該線内運行列車則使用2100形（日语：小田急2100形電車）。之後該線内運行列車再度被替換成可兩組重聯運行的1900形（日语：小田急1900形電車）與2200形（日语：小田急2200形電車）。
- 1975年（昭和50年）4月23日 小田急永山 - 小田急多摩中心間開業。
- 1979年（昭和54年）
  - 1月8日 調整票價。隨著1975年12月13日小田原線、江之島線改為乘車里程級距計算票價，小田急全線適用乘車里程級距制，多摩線加徵加算運費[2]。
  - 1979年（昭和54年）3月26日 改點後全列車以4輛編組運行。
- 1990年（平成2年）3月27日 小田急多摩中心～唐木田間開業。開始運用唐木田站西南方的「經堂檢車区唐木田出張所」。
- 1991年（平成3年）10月11日 受到颱風影響，黑川～小田急永山間發生土石流阻斷路線，到10月13日為止不通。本件事故造成2600形初代2671x6（日语：小田急2600形電車）的クハ2871、サハ2771報廢。
- 1994年（平成6年）3月27日 唐木田的車輛基地改稱「喜多見檢車區唐木田出張所」。
- 1998年（平成10年）9月16日 受到颱風影響，黑川～小田急永山間發生土石流事故。
- 2000年（平成12年）12月2日 開始運行限定傍晚尖峰時段新宿站發的浪漫特快「Homeway」（日语：ホームウェイ (列車)）（在多摩線內已有每日運行的浪漫特快）。另外急行於同日開始經由小田原線駛入營團地下鐵（現：東京地下鐵）千代田線。特急與急行皆停靠新百合丘站、小田急永山站、小田急多摩中心站、唐木田站。
- 2002年（平成14年）3月23日 多摩急行（日语：多摩急行）開始運行，經由小田原線駛入營團地下鐵（現：東京地下鐵）千代田線。沿途停靠新百合丘站、栗平站、小田急永山站、小田急多摩中心站、唐木田站。
- 2003年（平成15年）3月29日 急行增停栗平站，多摩線內的急行與多摩急行停靠站相同。
- 2004年（平成16年）
  - 10月 五月台、栗平、黑川、小田急永山、小田急多摩中心各站至2006年（平成18年）3月間施作整修工程。
  - 12月11日 黑川站 - 小田急永山站間的春日野站開業。開始運行新宿到發的区間準急。
- 2005年（平成17年）
  - 6月 開始進行新百合丘站整修工程。預計在2008年（平成20年）完成。
- 2006年（平成18年）1月31日 五月台、栗平、黑川、小田急永山、小田急多摩中心各站月台的屋頂安裝太陽能發電機組，開始「節電」化。
- 2008年（平成20年）3月15日 開始運行限定在平日傍晚尖峰時千代田線北千住發的浪漫特快「Metro Homeway」。
- 2011年（平成23年）
  - 3月13日 因同月11日發生的東日本大地震造成發電廠供電吃緊，東京電力實施輪流停電（計画停電）（日语：輪番停電）。因此該日起停止與地下鐵千代田線的相互直通運轉，浪漫特快亦暫時停開。
  - 4月1日 於早晨傍晚尖峰時段重開與地下鐵千代田線的相互直通運轉。
  - 4月16日 浪漫特快再度運行。
  - 7月2日 重開周六、假日與地下鐵千代田線的相互直通運轉。
  - 9月12日 回復通常班表運行。
- 2014年（平成26年）
  - 3月15日 改點，取消準急改為10輛編組的各站停車、8輛編組的急行[3][4][注釋 1]。
  - 5月26日 與町田市、相模原市締結唐木田站以西的延伸計畫書。訂下在2027年前鋪設經由JR橫濱線相模原站至JR相模線上溝站的路線與營運的目標[5]。
- 2016年（平成28年）
  - 3月26日改點。日間的千代田線、常磐線直通列車從多摩急行改為急行，每小時增發一班（2班→3班）[6]。同時東日本旅客鐵道（JR東日本）旗下的E233系2000番台駛入該線，小田急的4000形亦駛入常磐線。此外，史上第一次在多摩線內設定一班週六與假日早晨開往新宿的急行，但是新宿到發的區間準急、開往唐木田的浪漫特快「Homeway」、「Metro Homeway」則遭到廢除。另外為了方便使用多摩線列車的乘客在同一月台轉乘，平日的「Homeway」、「Metro Homeway」改在新百合丘站3號線到發。
- 2018年（平成30年）
  - 3月17日 改點[7][8]。新增快速急行、通勤急行，但是多摩急行、準急遭廢除。優等列車全部從直通千代田線改為直通新宿。通勤急行設定由唐木田始發，但部分班次由小田急多摩中心始發。
- 2024年（令和6年）
  - 3月15日隨著2024年春季時刻表的修改，唯一的在該線路的E233系列車退出行駛。

## 列車種別
2018年3月17日改點後，共有快速急行、通勤急行、急行、各站停車4種類的日本列車類別存在。因為中途車站皆沒有待避及折返設備，在該線內沒有後車超越前車或中途折返的設定。2018年3月17日起，新設快速急行、通勤急行及小田急多摩中心始發列車。

### 快速急行
2018年3月17日改點後，設定平日早晨下行、週五假日早晨上下行與夜間下行新宿站到發的列車。新宿站～唐木田站間沿途停靠代代木上原站、下北澤站、登戶站、新百合丘站、栗平站、小田急永山站、小田急多摩中心站。列車編號為3700番台。

### 通勤急行
2018年3月17日改點後新增（但在3月19日才開始運行）。只在早晨往上行單向運行，唐木田站→新宿站間沿途停靠小田急多摩中心站、小田急永山站、栗平站、新百合丘站、向丘遊園站、成城學園前站、下北澤站、代代木上原站（通過急行停靠的登戶站與經堂站）。6班由小田急多摩中心始發、3班由唐木田始發。唐木田發車經小田原線内的全列車之編號為3800番台、小田急多摩中心發車的多摩線内列車則為3900番台。

### 急行
2000年12月2日改點後才開始在多摩線內定期運行。基本上在新宿站到發，但平日早晨與週六假日分別有下行5班・上行1班、日間2班只在新百合丘站～唐木田站間運行，週六假日分別有向丘遊園駅發下行列車（從新宿站回送）兩班、登戶站發下行列車（從新宿站回送）一班。新宿到發的列車編號為2700番台，其他則是2900番台。新宿站～唐木田站間沿途停靠代代木上原站、下北澤站、經堂站、成城學園前站、登戶站、向丘遊園站、新百合丘站、栗平站、小田急永山站、小田急多摩中心站。原則上由10輛編組運行，但也有8輛編組運行的時候。
2000年12月2日運行開始時只設定一班經由千代田線開往綾瀨站的列車，之後千代田線直通列車以多摩線到發為主體陸續增班。2016年3月26日改點後，以取代日間時段多摩急行之姿大幅增班，亦設有周六假日開往新宿的列車。
2018年3月17日改點後變更運行形態，廢除往千代田線、常磐線的直通列車。

### 各站停車
基本上在線內折返運行，但是在平日早晨到正午前與深夜時段分別有上行5班、下行4班的新宿站到發列車。另外平日早晨各有一班分別從成城學園前站發車、經千代田線北綾瀨站發的各站停車。以6～10輛編組運行。
2018年3月17日改點後尖峰時段與日間的各停都被減班。
在多摩線完結列車的列車編號為7600番台、小田原線直通列車為7900番台、千代田線直通列車則為6900番台。

### 運行班數
日間1小時運行的班次數目如下表所示（2022年3月12日改點時）。
| 種別＼站名 | 種別＼站名 | 新宿 | …   | 新百合丘 | 新百合丘 | …   | 唐木田 | 備考                   |
| 運行班數   |            |      |     |          |          |     |        |                        |
| ---------- | ---------- | ---- | --- | -------- | -------- | --- | ------ | ---------------------- |
| 運行班數   | 各站停車   | 3班  | 3班 | 3班      | 3班      | 3班 | 3班    | 新宿〜新百合ヶ丘段急行 |
| 運行班數   | 各站停車   |      | 3班 |          |          |     |        |                        |

### 過去列車種別

#### 浪漫特快
2000年12月2日改點後在多摩線内以定期列車開始運行。當初一天只有一班，2002年3月23日改點後變成一天兩班。2003年3月29日改點，新增平日一天三班與週五、假日一天兩班，新宿發車的「Homeway」。2008年3月15日起新增一班只在平日運行，東京地下鐵千代田線北千住站始發的「Metro Homeway」以取代新宿發的列車（新宿三班變兩班）。2012年3月17日再度改點，多摩線方向的Homeway、Metro Homeway改成只於平日運行，在2016年3月26日改點後運行於多摩線内的列車全部遭到廢除。

#### 区間準急
2004年12月11日改點後替代部分各站停車而登場的種別，停靠多摩線内各站並運行至新宿站。平日以上行14班・下行13班、週五與假日則以上行17班・下行18班運行。基本上以8輛編組運行，但下行3班、上行1班以6輛編組運行。2016年3月26日改點後遭廢除。

#### 準急
2014年3月15日改點後，設有1班平日早晨新宿發車的準急，停靠多摩線内各站。2018年3月17日改點後取消於多摩線內的運行。

#### 多摩急行
2002年3月23日改點後開始運行的種別。起於唐木田站，經由小田原線直通東京地下鐵千代田線，分別於千代田線綾瀨站到發或JR東日本常磐線松戶站・柏站・我孫子站到發及取手發車的列車。多摩線内停靠站與急行相同，但在小田原線内的通過站則不同，通過向丘遊園站但在經堂站停車。
2016年3月26日受改點影響，變更為急行運轉並停靠向丘遊園站而取消日間時段班次，只在早晨傍晚運行。大幅減班後，平日下行17班・上行12班、週五與假日下行12班・上行10班分別運行。
2016年3月26日改點前是日間唯一的速達列車，平日上行26班・下行32班、週五與假日上行24班・下行26班分別運行。於平日早晨尖峰時段不運行上行方向，改以急行運轉。

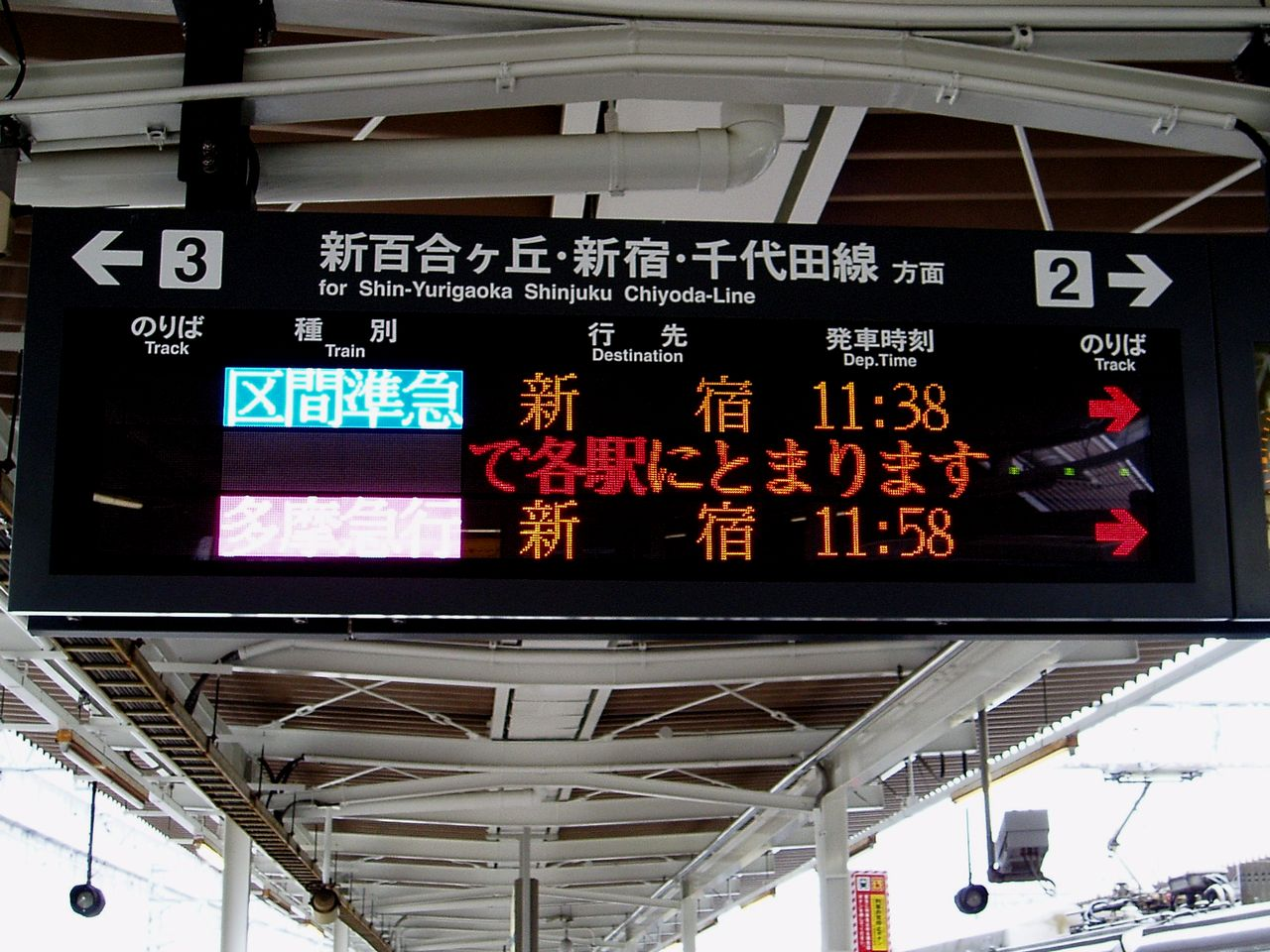
時刻大亂時，多摩急行也改開往會新宿站。

2018年3月17日改點後遭到廢除。

### 臨時列車

#### 浪漫特快
江之島・鎌倉特快
- 1990年4月～5月運行於唐木田站～片瀨江之島站間。

湘南海洋特快
- 1990年7月～8月運行於唐木田站～片瀨江之島站間。

湘南海洋
- 2008年7月 - 8月、運行於唐木田站～片瀨江之島站間。使用60000形MSE。

多摩大山紅葉号
- 2014年11月29日、11月30日運行於唐木田站～小田原站間。使用60000形MSE。

#### 直通千代田線臨時列車
初詣&初日之出號
- 毎年12月31日運行於唐木田站→千代田線綾瀨站間。停靠站與多摩急行相同。

龍號
- 2002年 - 2004年東京灣大煙火祭（日语：東京湾大華火祭）舉辦期間，運行於唐木田站→東京地下鐵有樂町線新木場站間。

## 車輛

### 自社車輛

#### 通勤型
- 非直通地下鐵列車
  - 1000型（日语：小田急1000形電車）
  - 2000型（日语：小田急2000形電車）
  - 3000型（日语：小田急3000形電車 (2代)）
  - 8000型（日语：小田急8000形電車）
- 直通地下鐵列車
  - 4000型 - 2007年開始運行。

#### 特急型
- 7000型「LSE」（日语：小田急7000形電車）
- 30000型「EXE」
- 50000型「VSE」
- 60000型「MSE」

未有定期班次。

### 他社車輛
全部均為通勤型，但在2018年3月改點後取消在多摩線內的定期班次。

#### 東京地下鐵
- 6000系 - 2017年結束運行。
- 16000系 - 2010年開始運行。

## 女性專用車
女性專用車設置於平日早晨7:30 - 9:30間抵達新宿車站的上行急行、通勤急行進行方向的最尾端車輛。但是在2019年3月16日改點後，早晨8:10小田急多摩中心站發車開往新宿的通勤急行不設置女性專用車。

## 車站列表
- 車站編號於2014年1月依次引入[13]。
- 各站停車停靠各站，因此省略。

範例
- 停靠站 - ●：停靠，｜：通過，↑：上行方向通過（僅通勤急行）
- 待避設備 - ◇：有，□：過去曾有但現已不存在，空欄：無

| 車站編號 | 中文站名       | 日文站名 | 英文站名 | 剪票形狀 | 站間距離 | 累計距離      | 累計距離  | 急行 | 通勤急行 | 快速急行 | 連接路線                                                                                          | 列車待避 | 所在地      | 所在地 | 所在地 |
| 車站編號 | 中文站名       | 日文站名 | 英文站名 | 剪票形狀 | 站間距離 | 新百合丘 起計 | 新宿 起計 | 急行 | 通勤急行 | 快速急行 | 連接路線                                                                                          | 列車待避 | 所在地      | 所在地 | 所在地 |
| -------- | -------------- | -------- | -------- | -------- | -------- | ------------- | --------- | ---- | -------- | -------- | ------------------------------------------------------------------------------------------------- | -------- | ----------- | ------ | ------ |
| OH23     | 新百合丘       |          |          |          | -        | 0.0           | 21.5      | ●    | ●        | ●        | 小田急電鐵： 小田原線（直通運行至新宿站）                                                         | ◇        | 神 奈 川 県 | 川崎市 | 麻生区 |
| OT01     | 五月台         |          |          |          | 1.5      | 1.5           | 23.0      | ｜   | ↑        | ｜       |                                                                                                   |          | 神 奈 川 県 | 川崎市 | 麻生区 |
| OT02     | 栗平           |          |          |          | 1.3      | 2.8           | 24.3      | ●    | ●        | ●        |                                                                                                   |          | 神 奈 川 県 | 川崎市 | 麻生区 |
| OT03     | 黑川           |          |          |          | 1.3      | 4.1           | 25.6      | ｜   | ↑        | ｜       |                                                                                                   |          | 神 奈 川 県 | 川崎市 | 麻生区 |
| OT04     | 春日野         |          |          |          | 0.8      | 4.9           | 26.4      | ｜   | ↑        | ｜       |                                                                                                   |          | 神 奈 川 県 | 川崎市 | 麻生区 |
| OT05     | 小田急永山     |          |          |          | 1.9      | 6.8           | 28.3      | ●    | ●        | ●        | 京王電鐵： 相模原線（京王永山：KO40）                                                             |          | 東 京 都    | 多摩市 | 多摩市 |
| OT06     | 小田急多摩中心 |          |          |          | 2.3      | 9.1           | 30.6      | ●    | ●        | ●        | 京王電鐵： 相模原線（京王多摩中心：KO41） 多摩都市單軌電車： 多摩都市單軌電車線（多摩中心：TT01） | □        | 東 京 都    | 多摩市 | 多摩市 |
| OT07     | 唐木田         |          |          |          | 1.5      | 10.6          | 32.1      | ●    | ●        | ●        |                                                                                                   |          | 東 京 都    | 多摩市 | 多摩市 |

## 外部連結
- 小田急多摩線の延伸の促進 - 相模原市役所
- 小田急多摩線延伸計画に関する研究会の調査結果がまとまりました - 町田市役所